# آرثر رايموند روبنسون
آرثر رايموند روبنسون (بالإنجليزية: Arthur Raymond Robinson)‏ هو محامي وقاضي وسياسي أمريكي، ولد في 12 مارس 1881 في بيكيرينغتون في الولايات المتحدة، وتوفي في 17 مارس 1961 في إنديانابوليس في الولايات المتحدة. حزبياً، نشط في الحزب الجمهوري. وقد انتخب عضو مجلس ولاية إنديانا وانتخب عضو مجلس الشيوخ الأمريكي.